# 皮斯廷河

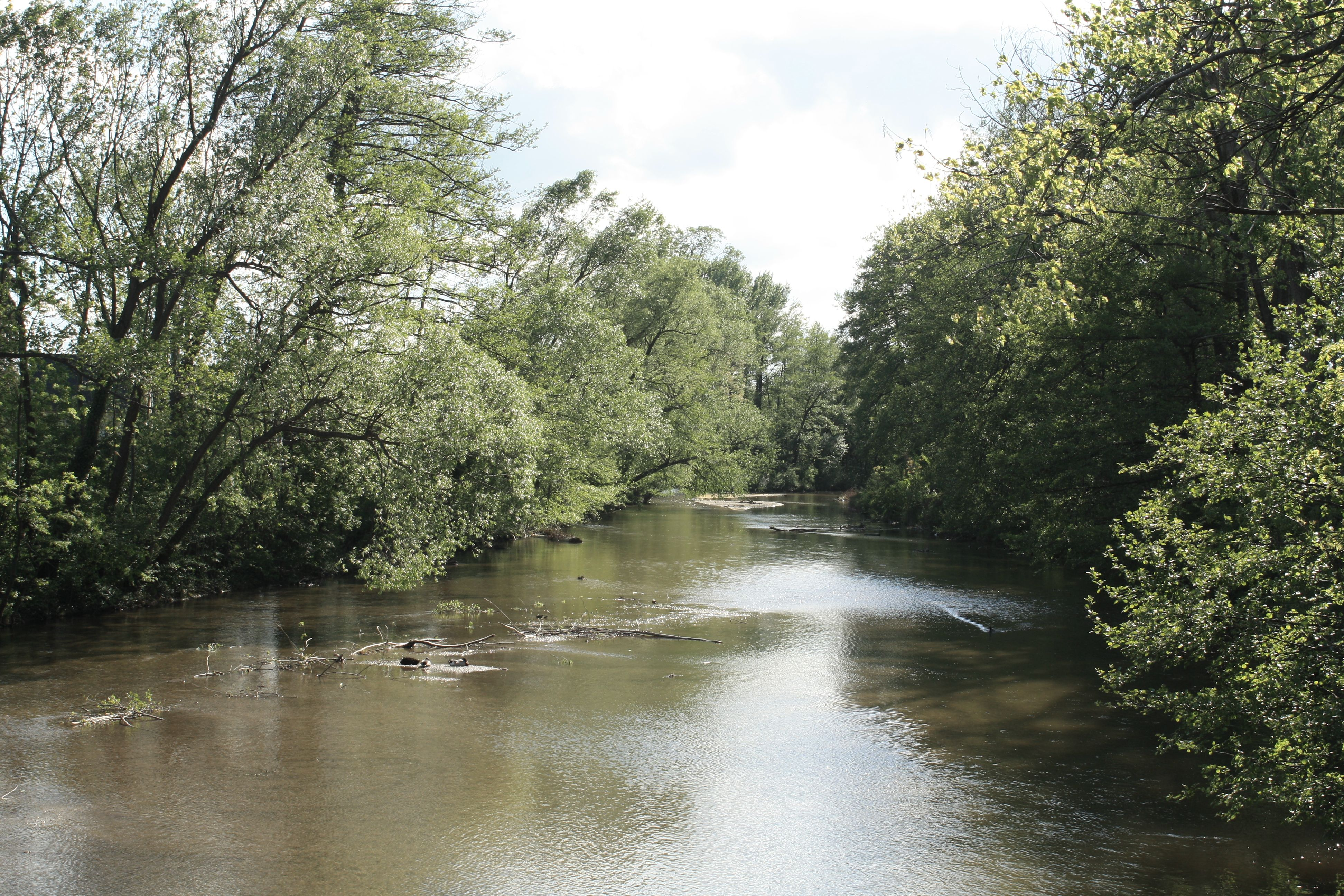

皮斯廷河是奧地利的河流，位於下奧地利州南部，屬於多瑙河流域的一部分。皮斯廷河由上游数条小河于维也纳森林的古滕斯泰因汇合而成，向东流经马克特皮施廷和韦莱尔斯多夫，进入维也纳盆地。最終在格拉馬特諾伊錫德爾注入菲莎河。韋萊爾斯多夫-斯泰納布呂克爾平均流量每秒3.3立方米。
47°53′00″N 15°59′38″E / 47.88333°N 15.99389°E